# Aitziber Porras
Aitziber Porras Conde (Vitoria, 9 de mayo de 1978) es una exjugadora de rugby del Club Gaztedi Rugby Taldea que ha jugado en la selección de Euskadi y la selección española con 3 campeonatos de España y 39 participaciones internacionales. 

## Trayectoria
Jugadora de rugby en el Gaztedi Rugby Taldea desde el año 1999 hasta el año 2012. Y la temporada 2014-2015.

### Selección de Euskadi
Jugadora convocada por la selección de Euskadi desde el año 1999 hasta el año 2011 para formar parte de los diferentes campeonatos de España, logrando ser campeonas en 3 campeonatos de España. Ha sido también convocada por Euskarians para jugar el partido contra la selección de Irlanda en el año 2003 y para la gira por Sudáfrica año 2004.

### Selección de España
Jugadora convocada por la selección española desde el año 2002 al año 2011 con participación en las siguientes competiciones:

#### Participaciones en el Campeonato de Europa
- Participación en el Campeonato de Europa en Tolouse el año 2004.
- Participación en el Campeonato de Europa en Madrid el año 2007.
- Participación en el Campeonato de Europa en Ámsterdam el año 2008.
- Participación en el Campeonato de Europa en Estocolmo el año 2009.[1][2][3]
- Participación en el Campeonato de Europa en Strasburgo el año 2010.[4][5]
- Participación en el Campeonato de Europa en La Coruña el año 2011.[6]

#### Participaciones en VI Naciones
- Participación en el VI Naciones del año 2003.
- Participación en el VI Naciones del año 2004.
- Participación en el VI Naciones del año 2005.
- Participación en el VI Naciones del año 2006.[7]

#### Participaciones en Campeonatos del Mundo
- Participación en el Mundial de Barcelona, 2002.
- Participación en el Campeonato del Mundo en Canadá 2006.[8]

## Reivindicaciones
Activista en la reivindicación de respeto al rugby femenino a nivel estatal. La federación no ayuda, ni respalda, ni apoya al rugby femenino contando con las necesidades de las jugadoras, tomando decisiones con tiempo para que las jugadoras puedan tener tiempo para gestionar sus agendas. Las jugadoras de rugby realizan grandes sacrificios y esfuerzos para jugar a nivel de élite, sin ser profesionales ni cobrar por ello.

## Palmarés
- 39 veces internacional con la Selección femenina de rugby de España

| Competición                  | Sede                   | Clasificación |
| ---------------------------- | ---------------------- | ------------- |
| Campeonato de España         | Vitoria                | 1ª            |
| Campeonato de España         | Santiago de Compostela | 1ª            |
| Campeonato de España         | Madrid                 | 1ª            |
| Campeonato de Europa de 2004 | Francia                | 6ª            |
| Campeonato de Europa 2007    | España                 | 3ª            |
| Campeonato de Europa 2008    | Países Bajos           | 6ª            |
| Campeonato de Europa 2009    | Suecia                 | 3ª            |
| Campeonato de Europa 2010    | Francia                | 1ª            |
| Campeonato de Europa 2011    | España                 | 2ª            |
| VI Naciones 2003             |                        | 6ª            |
| VI Naciones 2004             |                        | 3ª            |
| VI Naciones 2005             |                        | 4ª            |
| VI Naciones 2006             |                        | 6ª            |
| Mundial 2002                 | España                 | 9ª            |
| Campeonato del Mundo 2006    | Canadá                 | 9ª            |